# Quadriennale di Roma

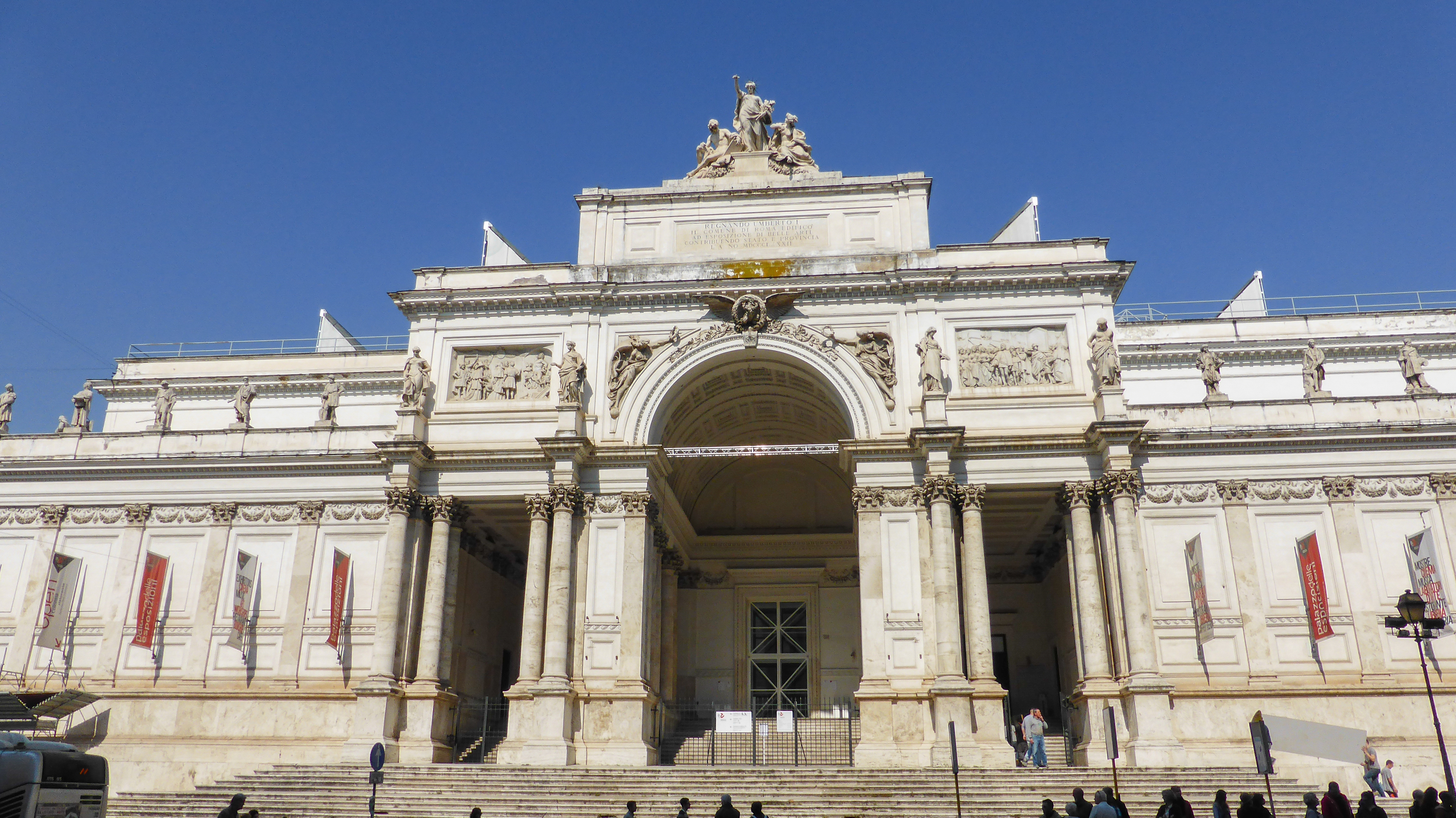
Der Palazzo delle Esposizioni in der Via Nazionale, Veranstaltungsort der Quadriennale

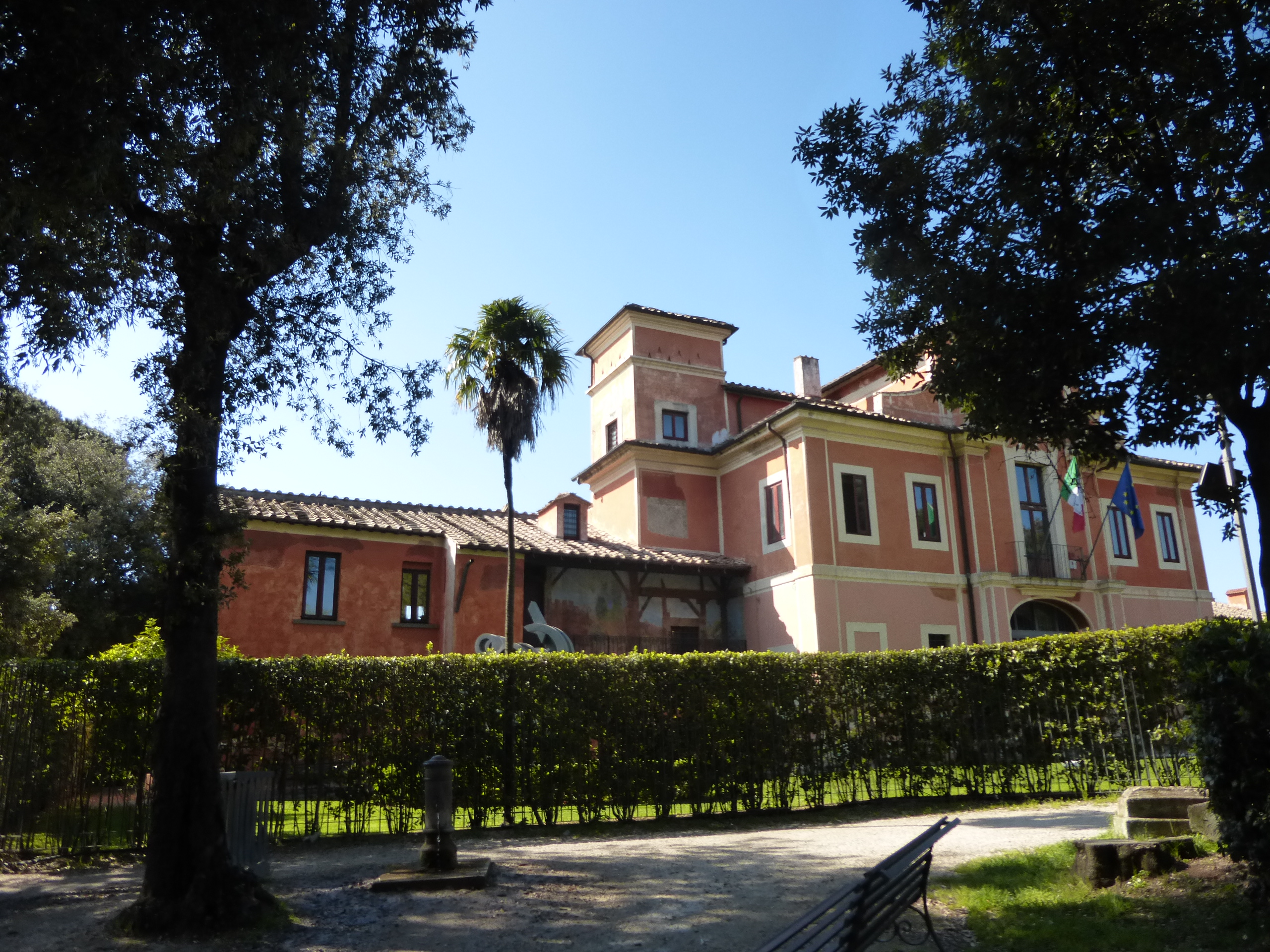
Villa Carpegna, heutiger Sitz der Quadriennale-Stiftung

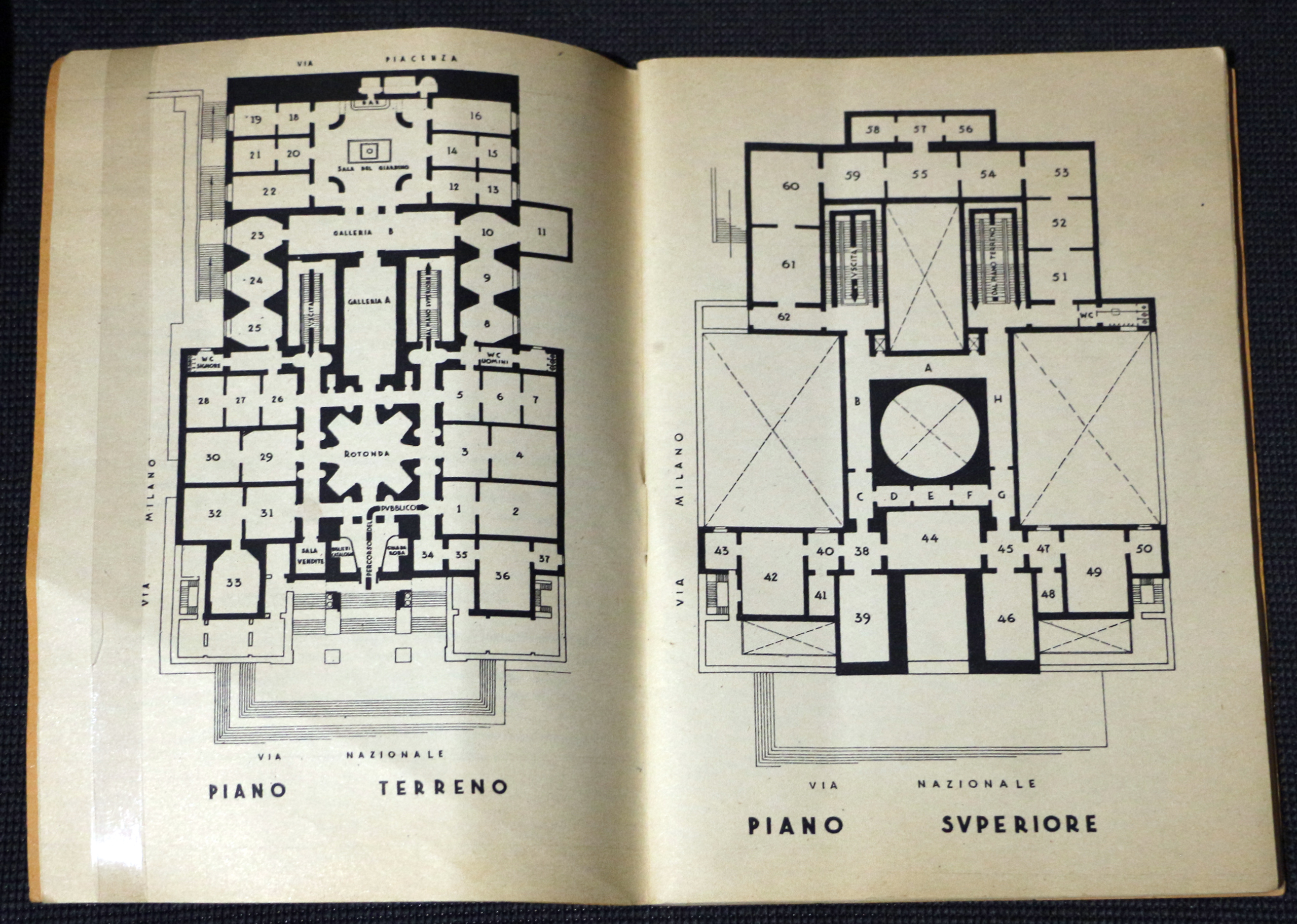
Plan der Ausstellungsräume der Zweiten Quadriennale 1935

Die Quadriennale di Roma, italienisch Fondazione La Quadriennale di Roma, ist eine Stiftung zur Förderung der italienischen Gegenwartskunst mit Sitz in Rom, die im vierjährlichen Rhythmus öffentliche Ausstellungen im Palazzo delle Esposizioni durchführt.
Träger sind das Kulturministerium und die Stadt Rom. Die Stiftung entstand 1927 mit dem Ziel, in Rom die besten figurativen Kunstwerke aus italienischer Produktion zu versammeln, gewissermaßen als Gegenstück zur international ausgerichteten Biennale di Venezia.
Die Kunstausstellungen, für die auch die Namen Esposizione Quadriennale d’Arte oder Quadriennale d’Arte Nazionale di Roma verwendet werden, sind römisch gezählt. Die Stiftung unterhält ein historisches Archiv (ARBIQ) mit über 13.500 abrufbaren kurzen Künstlerdossiers. Zu den Ausstellungen erscheinen oft umfangreiche Kataloge.
Präsident ist seit 2015 der Unternehmer und Bankier Franco Bernabè.

## Ausstellungen
- I Quadriennale d’Arte Nazionale, 5. Januar – 15. August 1931, 488 Teilnehmer, 18 Auszeichnungen, Präsident: Enrico di San Martino Valperga
- II Quadriennale d’Arte Nazionale, 5. Februar – 31. Juli 1935, 674 Teilnehmer, 36 Auszeichnungen, Präsident: Enrico di San Martino Valperga
- III Quadriennale d’Arte Nazionale, 5. Februar – 22. Juli 1939, 684 Teilnehmer, 23 Auszeichnungen, Präsident: Enrico di San Martino Valperga
- IV Quadriennale d’Arte Nazionale, 16. Mai – 31. Juli 1943,
- V Quadriennale: Rassegna Nazionale di Arti figurative,  31. März – Mai 1948, 810 Teilnehmer, Kommissar: Francesco Coccia
- VI Quadriennale Nazionale d’Arte di Roma, 18. Dezember 1951 – 15. Mai 1952, 879 Teilnehmer, 22 Auszeichnungen, Präsident: Antonio Baldini
- VII Quadriennale Nazionale d’Arte di Roma, 22. November 1955 – 30. April 1956, 1019 Teilnehmer, 51 Auszeichnungen, Präsident: Antonio Baldini
- VIII Quadriennale Nazionale d’Arte di Roma, 28. Dezember 1959 – 30. April 1960, 979 Teilnehmer, 15 Auszeichnungen, Präsident: Antonio Baldini
- IX  Quadriennale Nazionale d’Arte di Roma, 20. November 1965 – 31. März 1966, 634 Teilnehmer, 10 Auszeichnungen, Präsident: Bonaventura Tecchi
- X Quadriennale Nazionale d’Arte – Eine Gesamtschau fand nicht statt, stattdessen wurden von 1972 bis 1977 fünf thematische Gruppenausstellungen veranstaltet:
  - Aspetti dell’Arte figurativa contemporanea – Nuove ricerche d’immagine, 16. November – 31. Dezember 1972, 200 Teilnehmer, Präsident: Francesco Franceschini
  - Situazione dell’Arte non figurativa, 8. Februar – 25. März 1973, 166 Teilnehmer, Präsident: Francesco Franceschini
  - La ricerca estetica dal 1960 al 1970, 22. Mai – 30. Juni 1973, 66 Teilnehmer, Präsident: Francesco Franceschini
  - La nuova generazione, 25. März – April 1975, 410 Teilnehmer, Präsident: Francesco Franceschini
  - Artisti stranieri operanti in Italia, 9. Juni – 10. Juli 1977, 159 Teilnehmer, Präsident: Francesco Franceschini

- (XI) Undicesima Quadriennale di Roma, 16. Juni – 16. August 1986 im Palazzo dei Ricevimenti e dei Congressi, 399 Teilnehmer, Präsident: Giuseppe Rossini
- (Sonderausstellung) Secessione Romana 1913–1916, 4. Juni – 28. Juli 1987, Palazzo Venezia, 98 Teilnehmer, Präsident: Giuseppe Rossini

- XII Quadriennale, aufgeteilt in drei Ausstellungen:
  - Prampolini dal Futurismo all’Informale, 25. März – 25. Mai 1992, einziger gezeigter Künstler: Enrico Prampolini
  - Italia 1950–1990, Profili Dialettica Situazioni, 9. Juli – 21. September 1992, 33 Teilnehmer
  - Ultime generazioni, 25. September – 25. November 1996, 175 Teilnehmer, 4 Auszeichnungen, Präsidentin: Lorenza Trucchi

- XIII Quadriennale, aufgeteilt in:
  - Valori Plastici, 28. Oktober 1998 – 18. Januar 1999, 26 Teilnehmer, Präsidentin: Lorenza Trucchi
  - Proiezioni Duemila. Lo spazio delle arti visive nella civiltà multimediale, 18. Juni – 10. September 1999, 151 Teilnehmer, 5 Auszeichnungen, Präsidentin: Lorenza Trucchi

- XIV Esposizione Quadriennale d’Arte di Roma 2003–2005 unter Präsident Gino Agnese wurde in drei Orten veranstaltet: 
  - Anteprima Napoli, Palazzo Reale, Neapel, 15. November 2003 – 11. Januar 2004, 96 Teilnehmer
  - Anteprima Torino, Palazzo della Promotrice delle Belle Arti, Turin, 18. Januar – 21. März 2004, 96 Teilnehmer
  - Fuori Tema/Italian feeling, Galleria Nazionale d’Arte Moderna, Rom, 9. März – 31. Mai 2005, 115 Teilnehmer, 3 Auszeichnungen

- (XV) 15a Quadriennale, 19. Juni – 14. September 2008, 100 Teilnehmer, 3 Auszeichnungen

- (XVI) 16a Quadriennale: Altri tempi, altri miti, 16. Oktober 2016 – 8. Januar 2017, 99 Teilnehmer, 2 Auszeichnungen[2]

Eine turnusmäßige Ausstellung 2012 fand nicht statt. Die 17. Quadriennale ist für das Jahr 2020 geplant.